# Triple J
Triple J (reso graficamente triple j) è una stazione radiofonica australiana finanziata dal governo, volta agli ascoltatori di musica alternativa. La stazione ha iniziato le trasmissioni a gennaio 1975, ponendo maggiore enfasi sui contenuti australiani rispetto alle altre radio commerciali.